# 真空 (仏教)
真空（しんくう）とは、部派仏教でいう涅槃のことである。元照律師の『行宗記』によると、「真空とは、すなわち滅諦の涅槃なり。偽に非ざるが故に真、相を離れたるが故に空なり」としている。
また、真如の理性は、一切の迷いによって見られる相を離れているから真空という。これは、『大乗起信論』の「空真如」、唯識の「二空真如」、華厳で説かれる三観の内の「真空観」のことである。